# Debreceni VSC
Câu lạc bộ thể thao Debreceni Vasutas là một câu lạc bộ bóng đá chuyên nghiệp, có trụ sở tại Debrecen, Hungary, thi đấu tại Nemzeti Bajnokság I, giải đấu đỉnh cao của bóng đá Hungary. Họ được biết đến nhiều nhất trên toàn thế giới khi lọt vào vòng bảng của mùa giải UEFA Champions League 2009. Debrecen đã trở thành câu lạc bộ thành công nhất ở Hungary kể từ năm 2000, với bảy lần vô địch Hungary League.

## Lịch sử
Debrecen là ngày 12 tháng 3 năm 1902 với tư cách là Câu lạc bộ thể thao Debreceni Vasutas. Câu lạc bộ lần đầu tiên lên chơi ở Nemzeti Bajnokság I trong mùa giải 1943-44. Debrecen đã trở nên nổi tiếng trong nước vào đầu những năm 2000 khi họ giành được chức vô địch giải đấu Hungary đầu tiên trong mùa giải 2004-05. Kể từ đó, câu lạc bộ đã giành được bảy danh hiệu trong thập niên 2010. Tuy nhiên, vào cuối thập niên, câu lạc bộ đã mất sự hỗ trợ của chính phủ và bắt đầu suy thoái. Trong Nemzeti Bajnokság I 2016-17, đội bóng may mắn thoát khỏi xuống hạng.
Ở cấp độ quốc tế, Debrecen đạt được thành công lớn nhất khi lọt vào vòng bảng UEFA Champions League 2009-10. Năm tiếp theo lọt vào vòng bảng của vòng bảng UEFA Europa League 2010-11.

## Huy hiệu và màu sắc

### Lịch sử tên gọi
- 1902–12: Egyetértés Football Club
- 1912–48: Debreceni Vasutas
- 1948–49: Debreceni Vasutas Sport Egyesület
- 1949–55: Debreceni Lokomotív
- 1955–56: Debreceni Törekvés
- 1957–79: Debreceni Vasutas Sport Club
- 1979–89: Debreceni Munkás Vasutas Sport Club
- 1989–95: Debreceni Vasutas Sport Club
- 1995–99: DVSC-Epona
- 1999–01: Debreceni VSC
- 2001–02: Netforum-DVSC
- 2002: Debreceni VSC
- 2003–05: DVSC-MegaForce
- 2005–06: DVSC-AVE Ásványvíz
- 2006–16: DVSC-TEVA
- 2016–: Debreceni Vasutas Sport Club

### Nhà sản xuất và nhà tài trợ áo đấu
Bảng dưới đây trình bày chi tiết các nhà sản xuất và nhà tài trợ áo Debreceni VSC theo năm: 
| Giai đoạn | Nhà sản xuất trang phục | Nhà tài trợ áo đấu          |
| --------- | ----------------------- | --------------------------- |
| 1977–     | adidas                  |                             |
| 1993–1995 | adidas                  | paletta                     |
| −2000     | adidas                  | Epona                       |
| 2000–2001 | adidas                  | Soproni Ászok               |
| 2001–2002 | adidas                  | —                           |
| 2002–2003 | adidas                  | Arany Ászok                 |
| 2003–2004 | Nike                    | MegaForce / Arany Ászok     |
| 2005      | adidas                  | Ave Ásványvíz / Arany Ászok |
| 2005–2006 | adidas                  | Ave Ásványvíz /             |
| 2006–2007 | adidas                  | Teva / Ave Ásványvíz        |
| 2008–2009 | adidas                  | Teva                        |
| 2009–2010 | adidas                  | Orangeways / Teva           |
| 2010–2016 | adidas                  | Teva                        |

## Sân vận động và cơ sở vật chất

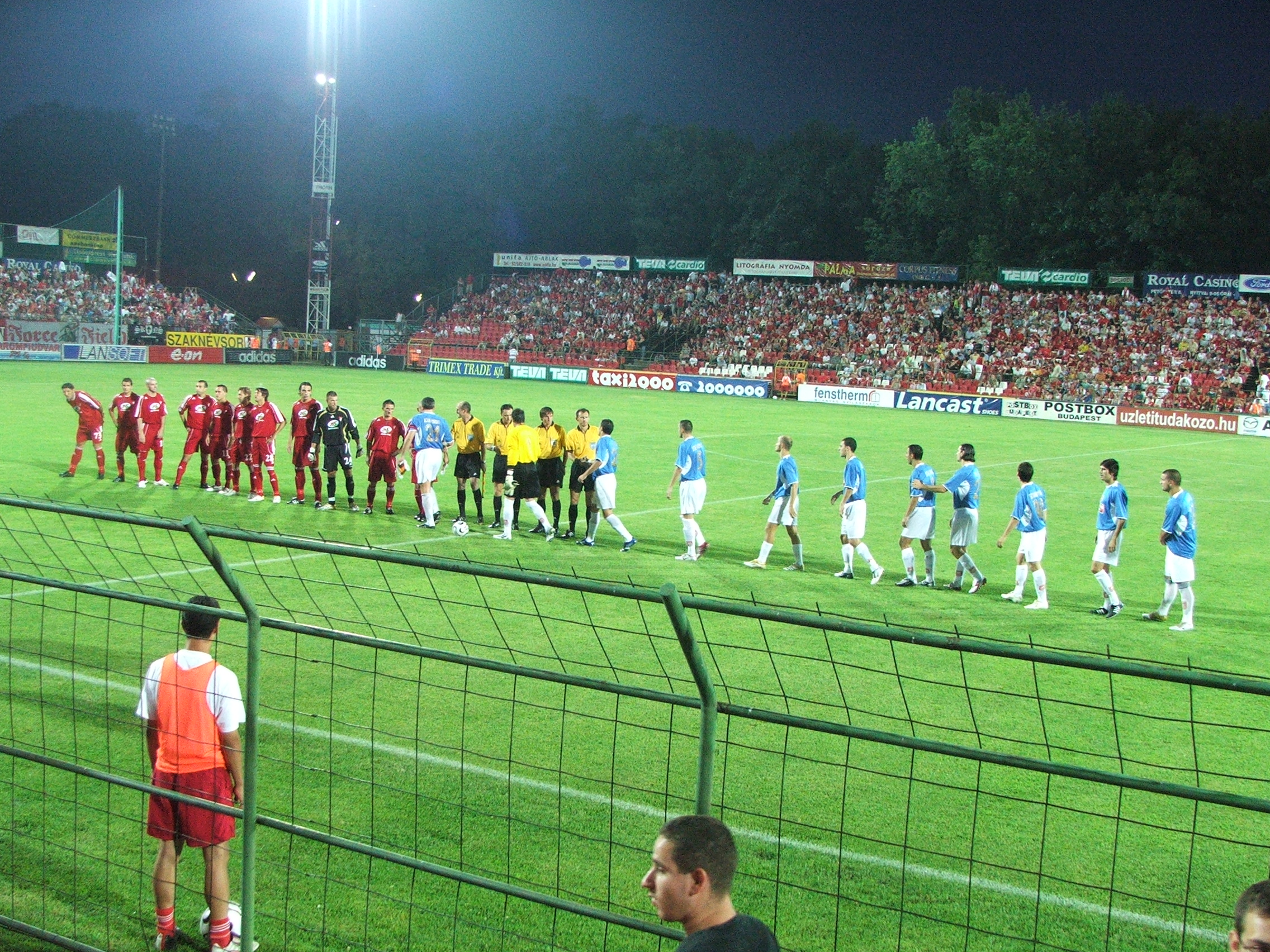
Debrecen thi đấu trên sân nhà tại Oláh Gábor utcai Stadion từ năm 1989 đến 2014

Debrecen đã chơi các trận đấu sân nhà của họ từ năm 1989 đến 2014 tại Oláh Gábor utcai Stadion, có sức chứa 12.500 chỗ ngồi. Sau khi giành được chiếc cúp Nemzeti Bajnokság I đầu tiên, người ta thấy rằng sân vận động không đáp ứng tiêu chí sân vận động của UEFA. Do đó, các trận đấu quan trọng nhất của UEFA Champions League và UEFA Europa League phải được tổ chức tại Puskás Ferenc Stadion như ở vòng bảng UEFA Champions League 2009-10 và vòng bảng UEFA Europa League 2010-11.
Vào ngày 1 tháng 5 năm 2014, sân vận động Nagyerdei đã được khai mạc bằng một buổi lễ khánh thành. Viktor Orbán, thủ tướng Hungary, nói rằng "tinh thần Hungary, các kiến trúc sư, kỹ sư, công nhân làm cho Hungary trở nên tuyệt vời trở lại với công trình này như sân vận động Nagyerdei" (theo tiếng Hungary: "A magyar szellem, một tervezők, mérnökök, a munkások ilyen alkotásokkal teszik ismét naggyá Magyarországot "). Sân vận động cũng được Nándor Bosák, giám mục của Giáo hội Công giáo La Mã, Gusztáv Bölcskei, mục sư và Fülöp Kocsis, giám mục của Giáo hội Công giáo Hy Lạp. Sau khi thánh hóa, các ca sĩ như Lou Bega, Viktor Király, Ildikó Kersztes, Gigi Radić và Erika Miklósa đã chiêu đãi khán giả. Trận đấu đầu tiên được chơi giữa Debrecen All Stars và Hungary All Stars, bao gồm các cầu thủ như Attila Pintér, huấn luyện viên hiện tại của đội tuyển bóng đá quốc gia Hungary, Kálmán Kovács, cựu huyền thoại của Budapest Honved, Péter Lipcsei, biểu tượng của Ferencvaros, György Veber, biểu tượng của Újpest và người quản lý Mezőkövesd tại thời điểm đó, Imre Garaba, cựu tuyển thủ Hungary, Flórián Urbán, cựu huyền thoại Újpest, và Lajos Détári, cựu huyền thoại đội tuyển quốc gia Hungary.
Vào ngày 10 tháng 5 năm 2014, trận đấu chính thức đầu tiên được diễn ra tại sân vận động mới giữa Debrecen và Újpest trong mùa giải Hungarian League 2013-14. Trận đấu kết thúc với chiến thắng 3 trận1 trước đối thủ dựa trên Budapest, Újpest. Bàn thắng đầu tiên của trận đấu được ghi bởi Kulcsár ở phút 27. Mặc dù Vasiljević đã cân bằng tỷ số ở phút 37, nhưng Debrecen đã có thể giành chiến thắng trong hiệp hai nhờ bàn thắng của Antón ở phút 46 và bàn thắng của Vadnai ở phút 85.
Vào ngày 22 tháng 5 năm 2014, trận đấu đầu tiên của đội tuyển bóng đá quốc gia Hungary đã được diễn ra tại sân vận động trước 20.000 khán giả, kết thúc với trận hòa 2 trận 2 với đội bóng đá quốc gia Đan Mạch. Bàn thắng đầu tiên được ghi bởi cựu cầu thủ Debrecen, Dzsudzsák. Eriksen cân bằng tỷ số ở phút 56. Varga ra mắt đã dẫn đầu ở phút thứ 69 một lần nữa, nhưng tỷ số đã được Schöne cân bằng ở phút 72.

## Cổ động viên
Những người ủng hộ DVSC chủ yếu có trụ sở tại Debrecen, Hungary. Tuy nhiên, câu lạc bộ là phổ biến ở khắp Hungary. Nhóm ultras chính của Câu lạc bộ là Szívtiprók Ultras Debrecen (SZ. UD), phe lớn nhất và lâu đời nhất, được thành lập vào năm 1994. Tính đến năm 2000, SZ. UD bắt đầu phân chia chính nó, trong các phe phái của siêu âm bên ngoài Debrecen, chẳng hạn như SZ. UD Budapest, SZ. UD Nagyvárad và SZ. UD Hódmezővásárhely. Trong số các nhóm nhỏ hơn được coi là Force Field, Lãnh thổ đỏ và Vadmacskák, những nhóm lâu đời nhất. Tuy nhiên, kể từ năm 2009, các phe phái ultras mới, như Sziporkák, Debrecen Hooligans, Barrabrava Debrecen và những người khác đã xuất hiện. Trong khi một số hội như Hooligans North Side đã bị giải thể vào đầu những năm 2000. Debrecen có sự cạnh tranh khốc liệt với Nyíregyháza, Békéscsaba và cạnh tranh với Ferencváros, Újpest và Videoton.
Những người ủng hộ nổi tiếng
- László Lukács[11]
- Viktor Orbán (politician)[12]

## Quyền sở hữu
Vào ngày 27 tháng 5 năm 2017, Andy Vajna có thể thay thế Gábor Szima làm chủ sở hữu của Debrecen. Tuy nhiên, Andy Vajna nói thêm rằng anh ấy thích bóng đá nhưng anh ấy không muốn đầu tư vào bóng đá.
Vào ngày 15 tháng 8 năm 2017, có thông tin tiết lộ rằng Gábor Szima, chủ sở hữu của Debrecen, có thể rời câu lạc bộ và một ông trùm Hy Lạp có thể đến.

## Danh hiệu

### Trong nước
- Nemzeti Bajnokság I
  - Vô địch (7): 2004–05, 2005–06, 2006–07, 2008–09, 2009–10, 2011–12, 2013–14
- Nemzeti Bajnokság II
  - Vô địch (6): 1948–49, 1959–60, 1961–62, 1978–79, 1988–89, 1992–93
  - Runners-up (1): 1983–84
- Magyar Kupa
  - Vô địch (6): 1998–99, 2000–01, 2007–08, 2009–10, 2011–12, 2012–13
- Ligakupa
  - Vô địch (1): 2009–10
- Szuperkupa
  - Vô địch (5): 2005, 2006, 2007, 2009, 2010

## Cầu thủ

### Đội hình hiện tại
Tính đến 31 tháng 10 năm 2019.
Ghi chú: Quốc kỳ chỉ đội tuyển quốc gia được xác định rõ trong điều lệ tư cách FIFA. Các cầu thủ có thể giữ hơn một quốc tịch ngoài FIFA.
| Số | VT | Quốc gia | Cầu thủ                    |
| -- | -- | -------- | -------------------------- |
| 1  | TM | Ukraina  | Oleksandr Nad              |
| 2  | HV | Hungary  | Ákos Kinyik                |
| 3  | HV | Hungary  | Csaba Szatmári             |
| 4  | HV | Hungary  | Balázs Bényei              |
| 5  | HV | Hungary  | Bence Pávkovics            |
| 8  | TV | Hungary  | Dániel Tőzsér (đội trưởng) |
| 11 | HV | Hungary  | János Ferenczi             |
| 13 | TĐ | Cameroon | Florentin Bouoli           |
| 14 | HV | Hungary  | Krisztián Kuti             |
| 15 | HV | Hungary  | Szabolcs Barna             |
| 16 | TV | Hungary  | Ádám Pintér                |
| 17 | HV | Hungary  | Norbert Mészáros           |
| 18 | TV | Hungary  | Attila Haris               |
| 19 | TV | Hungary  | Arthur Györgyi             |
| 21 | TV | Hungary  | Kevin Varga                |

| Số | VT | Quốc gia | Cầu thủ         |
| -- | -- | -------- | --------------- |
| 25 | TĐ | Nigeria  | Tunde Adeniji   |
| 26 | TV | Hungary  | Alex Damásdi    |
| 27 | TV | Hungary  | Ádám Bódi       |
| 28 | HV | Hungary  | Ádám Újvárosi   |
| 29 | HV | Ukraina  | Erik Kusnyír    |
| 31 | TV | Hungary  | Zsombor Bévárdi |
| 33 | TV | Hungary  | Richárd Csősz   |
| 42 | TM | Hungary  | Alex Hrabina    |
| 65 | TĐ | Hungary  | Norbert Kundrák |
| 86 | TM | Slovakia | Tomáš Košický   |
| 88 | TĐ | Hungary  | Márk Szécsi     |
| 92 | TV | Serbia   | Nikola Trujić   |
| 99 | TĐ | Nigeria  | Haruna Garba    |

### Cho mượn
| Số | VT | Quốc gia | Cầu thủ                          |
| -- | -- | -------- | -------------------------------- |
| —  | TV | Hungary  | Nándor Kóródi (at Szeged-Csanád) |

### Đội hình B
| Số | VT | Quốc gia | Cầu thủ             |
| -- | -- | -------- | ------------------- |
| —  | TM | Hungary  | István Szabados     |
| —  | TM | Hungary  | Péter Kovács        |
| —  | HV | Hungary  | Richárd Gafouroglou |
| —  | HV | Hungary  | Viktor Koval        |
| —  | HV | Hungary  | Erik Mocsán         |
| —  | HV | Hungary  | Zsolt Pap           |
| —  | HV | Hungary  | Márk Tóth           |
| —  | HV | Hungary  | István Albert       |

| Số | VT | Quốc gia | Cầu thủ           |
| -- | -- | -------- | ----------------- |
| —  | TV | Hungary  | Kálmán Kozák      |
| —  | TV | Hungary  | Alex Engel        |
| —  | TV | Hungary  | Szabolcs Len      |
| —  | TV | Hungary  | Bendegúz Györky   |
| —  | TV | Hungary  | Mátyás Gál        |
| —  | TĐ | Hungary  | Norbert Angyal    |
| —  | TĐ | Hungary  | Lajos András Tóth |

## Nhân viên không thi đấu

### Ban giám đốc
| Chức vụ                          | Tên                             |
| -------------------------------- | ------------------------------- |
| Chủ tịch                         | liên_kết=\|viền Gábor Szima     |
| Giám đốc điều hành               | liên_kết=\|viền Sándor Szilágyi |
| Giám đốc tài chính               | liên_kết=\|viền Géza Róka       |
| Giám đốc độc lập cao cấp         | liên_kết=\|viền Ferenc Frida    |
| Giám đốc độc lập không điều hành | liên_kết=\|viền János Dualíró   |
| Giám đốc báo chí                 | liên_kết=\|viền Zoltán Csubák   |

### Quản lý
| Chức vụ                  | Tên                             |
| ------------------------ | ------------------------------- |
| Huấn luyện viên          | liên_kết=\|viền András Herczeg  |
| Trợ lý huấn luyện viên   | liên_kết=\|viền Gábor Györky    |
| Trợ lý huấn luyện viên   | liên_kết=\|viền Tamás Szalánczi |
| Huấn luyện viên cá nhân  | liên_kết=\|viền Igor Bogdanović |
| Huấn luyện viên thủ môn  | liên_kết=\|viền Miklós Erdélyi  |
| Huấn luyện viên thể hình | liên_kết=\|viền Mihály Dankó    |
| Bác sĩ                   | liên_kết=\|viền Zoltán Dézsi    |
| Bác sĩ                   | liên_kết=\|viền Tamor           |

## Cầu thủ nước ngoài đáng chú ý
- Stevo Nikolić
- Haris Handžić
- Dorge Kouemaha
- Yannick Mbengono
- Justin Mengolo
- Sandro Tomić
- Ronald Habi
- Božidar Radošević
- Igor Morozov
- Adamo Coulibaly
- Selim Bouadla
- Roguy Méyé
- Kakhaber Chkhetiani
- Dajan Šimac
- Luis Ramos
- Mindaugas Malinauskas
- Aco Stojkov
- Mirsad Mijadinoski
- Bojan Brnović
- Vukašin Poleksić
- Tibor Selymes
- Marius Șumudică
- Ibrahima Sidibe
- Igor Bogdanović
- Dragan Vukmir
- Nenad Novaković
- Dušan Brković
- Dalibor Volaš
- Rene Mihelič
- Suk Hyun-jun
- Ivan Bobko
- Frank Feltscher